# Nottingham Forest Football Club 1977-1978
Questa voce raccoglie le informazioni riguardanti il Nottingham Forest Football Club nelle competizioni ufficiali della stagione 1977-1978.

## Stagione
In questa stagione il Nottingham Forest partecipò alla massima divisione calcistica inglese da neopromossa, mancandovi dalla stagione 1971-1972.
Nonostante ciò la società riuscì a vincere il suo primo campionato, concludendo la stagione con un Double, cioè la vittoria di un secondo trofeo ufficiale, conquistò infatti la Coppa di Lega inglese (la prima nella storia del club).
La vittoria del campionato portò la società a qualificarsi per la prima volta alla Coppa dei Campioni.
Le prestazioni della squadra, consentirono a tre giocatori scozzesi della formazione: Archie Gemmill, Kenny Burns e John Robertson di venire convocati per il successivo Campionato mondiale di calcio che si svolse in Argentina. La nazionale inglese invece non si qualificò per l'evento.

## Maglie e sponsor
Sponsor tecnico della società per la stagione era il marchio tedesco Adidas.
|  | Casa |  | Trasferta |

## Rosa
| N. |                        | Ruolo | Calciatore     |
| -- | ---------------------- | ----- | -------------- |
|    | Inghilterra (bandiera) | P     | John Middleton |
|    | Inghilterra (bandiera) | P     | Peter Shilton  |
|    | Inghilterra (bandiera) | P     | Chris Woods    |
|    | Inghilterra (bandiera) | D     | Viv Anderson   |
|    | Inghilterra (bandiera) | D     | Colin Barrett  |
|    | Scozia (bandiera)      | D     | Kenny Burns    |
|    | Inghilterra (bandiera) | D     | Frank Clark    |
|    | Inghilterra (bandiera) | D     | Bryn Gunn      |
|    | Inghilterra (bandiera) | D     | Larry Lloyd    |
|    | Inghilterra (bandiera) | D     | David Needham  |

| N. |                             | Ruolo | Calciatore     |
| -- | --------------------------- | ----- | -------------- |
|    | Inghilterra (bandiera)      | C     | Ian Bowyer     |
|    | Scozia (bandiera)           | C     | John McGovern  |
|    | Scozia (bandiera)           | C     | Archie Gemmill |
|    | Scozia (bandiera)           | C     | John O'Hare    |
|    | Irlanda del Nord (bandiera) | C     | Martin O'Neill |
|    | Scozia (bandiera)           | C     | John Robertson |
|    | Inghilterra (bandiera)      | A     | Garry Birtles  |
|    | Inghilterra (bandiera)      | A     | Steve Elliott  |
|    | Inghilterra (bandiera)      | A     | Peter Withe    |
|    | Inghilterra (bandiera)      | A     | Tony Woodcock  |

## Calciomercato
| Acquisti | Acquisti       | Acquisti        | Acquisti   |
| R.       | Nome           | da              | Modalità   |
| -------- | -------------- | --------------- | ---------- |
| P        | Peter Shilton  | Stoke City      | definitivo |
| D        | Kenny Burns    | Birmingham City | definitivo |
| C        | Archie Gemmill | Derby County    | definitivo |
| A        | Peter Withe    | Birmingham City | definitivo |

## Statistiche

### Statistiche dei giocatori
| Giocatore    | First Division | First Division | League Cup | League Cup | FA Cup   | FA Cup | Totale   | Totale |
| Giocatore    | Presenze       | Reti           | Presenze   | Reti       | Presenze | Reti   | Presenze | Reti   |
| ------------ | -------------- | -------------- | ---------- | ---------- | -------- | ------ | -------- | ------ |
| J. Middleton | 5              | -5             | 1          | -?         | 0        | -0     | 6        | -5+    |
| P. Shilton   | 37             | -19            | 0          | -0         | 6        | -7     | 43       | -26    |
| C. Woods     | 0              | 0              | 7          | -?         | 0        | 0      | 7        | 0+     |
| V. Anderson  | 37             | 3              | 8          | 1          | 5        | 0      | 50       | 4      |
| C. Barrett   | 35             | 1              | 5          | 0          | 3        | 0      | 43       | 1      |
| K. Burns     | 41             | 4              | 8          | 0          | 6        | 0      | 55       | 4      |
| F. Clark     | 13             | 1              | 4          | 0          | 3        | 0      | 20       | 1      |
| B. Gunn      | 0              | 0              | 0          | 0          | 0        | 0      | 0        | 0      |
| L. Lloyd     | 26             | 0              | 6          | 1          | 2        | 0      | 34       | 1      |
| D. Needham   | 16             | 4              | 0          | 0          | 6        | 0      | 22       | 4      |
| I. Bowyer    | 28             | 4              | 8          | 6          | 3        | 0      | 39       | 10     |
| J. McGovern  | 31             | 4              | 7          | 1          | 4        | 0      | 42       | 5      |
| A. Gemmill   | 34             | 3              | 0          | 0          | 4        | 0      | 38       | 3      |
| J. O'Hare    | 10             | 0              | 2          | 1          | 1        | 0      | 13       | 1      |
| M. O'Neill   | 40             | 8              | 8          | 3          | 6        | 2      | 54       | 13     |
| J. Robertson | 42             | 12             | 8          | 3          | 6        | 3      | 56       | 18     |
| G. Birtles   | 0              | 0              | 0          | 0          | 0        | 0      | 0        | 0      |
| S. Elliott   | 0              | 0              | 0          | 0          | 0        | 0      | 0        | 0      |
| P. Withe     | 40             | 12             | 8          | 5          | 6        | 2      | 54       | 19     |
| T. Woodcock  | 36             | 11             | 8          | 4          | 6        | 4      | 50       | 19     |